# Coleophora giraudi
Coleophora giraudi é uma espécie de mariposa do gênero Coleophora pertencente à família Coleophoridae.